# Coptotettix lohitensis
Coptotettix lohitensis är en insektsart som beskrevs av Shishodia 1991. Coptotettix lohitensis ingår i släktet Coptotettix och familjen torngräshoppor. Inga underarter finns listade i Catalogue of Life.